# Acanthurus auranticavus
Acanthurus auranticavus е вид лъчеперка от семейство Acanthuridae. Видът е незастрашен от изчезване.

## Разпространение и местообитание
Разпространен е в Австралия, Американска Самоа, Британска индоокеанска територия (Чагос), Бруней, Източен Тимор, Индонезия, Малайзия, Малдиви, Маршалови острови, Остров Рождество, Папуа Нова Гвинея, Сейшели, Сингапур, Тайланд, Фиджи и Филипини.
Среща се на дълбочина от 1 до 20 m, при температура на водата от 25,1 до 28,6 °C и соленост 34,2 – 35,3 ‰.

## Описание
На дължина достигат до 45 cm.
Продължителността им на живот е около 30 години.